# Policías, en el corazón de la calle
Policías, en el corazón de la calle es una serie de televisión de género policíaco español producida por Globomedia y emitida principalmente en Antena 3 Television entre los años 2000 y 2003. Más tarde, se repondría en varios canales de pago como Factoría de Ficción, Calle 13, AXN (España) además de en el canal de la TDT Antena.Nova. En el año 2013 la serie se vuelve a emitir integra a través del canal TDT autonómico Popular TV CLM. Actualmente, desde 2015 se emite los viernes en el canal autonómico Más Que Tele, mientras que desde 2016 se emite todos los sábados en Atreseries Internacional para la audiencia de América y Europa, utilizando en cada capítulo el hashtag #PolicíasA3S.

## Sinopsis
La trama de la serie se basaba en una comisaría de Madrid y su inspector jefe: Héctor Ferrer (Josep Maria Pou). En cada temporada había un antagonista principal, además de varias tramas secundarias cada capítulo. Junto con El comisario recibió un reconocimiento de la Policía Nacional. También hacía referencia a la vida privada y sentimental de cualquier policía tanto en amores, como en adicciones, corrupciones y secuestros a familiares entre otros casos que suceden en la vida real de cualquier policía implicado en su trabajo.

## Personajes principales
| Actor            | Personaje              | Temporadas | Temporadas | Temporadas | Temporadas | Temporadas | Temporadas | Capítulos |
| Actor            | Personaje              | 1          | 2          | 3          | 4          | 5          | 6          | Capítulos |
| ---------------- | ---------------------- | ---------- | ---------- | ---------- | ---------- | ---------- | ---------- | --------- |
| Adolfo Fernández | Carlos Gándara Guzmán  | Principal  | Principal  | Principal  | Principal  | Principal  | Principal  | 83        |
| José Maria Pou   | Héctor Ferrer          | Principal  | Principal  | Principal  | Principal  | Principal  | Principal  | 83        |
| Diego Martín     | Jaime Castro           | Principal  | Principal  | Principal  | Principal  | Principal  | Principal  | 83        |
| Laura Pamplona   | Marina Blasco          | Principal  | Principal  | Principal  | Principal  | Principal  | Principal  | 83        |
| Pedro Casablanc  | Arturo Klimov "Ruso"   | Principal  | Principal  | Principal  | Principal  | Principal  | Principal  | 81        |
| Toni Acosta      | Vera Muñoz             | Principal  | Principal  | Principal  | Principal  | Principal  | Principal  | 81        |
| Toni Sevilla     | Mateo Luna             | Principal  | Principal  | Principal  | Principal  | Principal  | Principal  | 81        |
| Andrés Lima      | Pedro Bustillo         | Principal  | Principal  | Principal  | Principal  | Principal  | Principal  | 81        |
| Lola Dueñas      | Dra. Susana Ramos      | Principal  | Principal  | Principal  | Principal  | Principal  |            | 69        |
| Daniel Guzmán    | Rafael "Rafa" Trujillo | Principal  | Principal  | Principal  | Recurrente |            |            | 46        |
| Ana Fernández    | Lucía Ramos            | Principal  |            |            |            |            |            | 13        |
| Nathalie Poza    | Nerea Yanci            | Invitado   | Principal  |            |            |            |            | 15        |
| Natalia Millán   | Lola Ruiz              |            | Principal  | Recurrente |            |            |            | 17        |
| Roberto Mori     | Toño Valdelomar        | Recurrente | Recurrente | Principal  | Principal  | Principal  | Principal  | 81        |
| Paco Luque       | Sebas Buendía          | Recurrente | Recurrente | Principal  | Principal  | Principal  | Principal  | 79        |
| Héctor Colomé    | Julio Cruz             |            |            |            | Principal  |            |            | 11        |
| Ana Marzoa       | Carmen Ruiz            |            |            |            | Principal  | Principal  |            | 25        |
| Melani Olivares  | Laura Galarza          |            |            |            |            | Principal  | Principal  | 26        |
| Rodolfo Sancho   | Dr. Jorge Vega         |            |            |            |            |            | Principal  | 14        |
| Sonia Castelo    | Eva Berlanga           |            |            |            |            |            | Principal  | 14        |

- Adolfo Fernández es Carlos Gándara Guzmán. Temporadas: 1,2,3,4,5,6.

Oficial de policía, arriesgado y amante de su trabajo. Divorciado de su mujer, Patricia, se enamoró de Lucía, su compañera de patrulla, que fallecería en acto de servicio. Lo mismo le ocurrió a Lola, la policía que la sustituyó y con la que Carlos, a pesar de rechazarla al principio, también tuvo una relación especial. Más tarde tuvo una relación con Marina, con la que siempre había tenido una gran amistad y encuentros esporádicos, pero la cosa no cuajó hasta la cuarta temporada. La peor etapa de su vida fue cuando un asesino, Álex (Aitor Mazo), se obsesionó con él, matando a Lola, poniendo una bomba en su coche y haciendo a Marina perder el bebé que esperaba del policía, además de secuestrarla y atarla rodeada de dinamita. Finalmente, lleno de ira, le dispara a bocajarro acabando con su vida mientras Ferrer hace la vista gorda en vista de que el mismo Alex le dice a Carlos que nunca pagará por sus crímenes ya que le declararán enfermo mental.
En la quinta temporada Carlos tuvo una época de desenfreno, marcada por las drogas y el alcohol. Contó con el apoyo de sus compañeros, especialmente de Marina y Mateo, su mejor amigo, cuando estuvo en la cárcel acusado del asesinato de Izaskun, una mujer que apareció muerta tras pasar la noche con él. En el último capítulo de la serie retoma su relación con Marina. 
- Ana Fernández es Lucía Ramos. Temporadas: 1.

Subinspectora de la comisaría, enamorada de su compañero Carlos, aunque nunca lo admitirá. Tiene una relación a distancia con un ingeniero que trabaja por toda España, al que apenas ve. Para afianzar su relación con él, pide el traslado a una comisaría de Almería y así poder estar juntos, pero justo antes de marcharse, en su última operación, contra los hermanos Guti, es asesinada por uno de ellos. Era hermana de Susana, la médica de la unidad del SUR.
- José María Pou es Héctor Ferrer. Temporadas: 1,2,3,4,5,6.

Inspector jefe de la comisaría, serio y obsesionado con su trabajo. Echa muchas broncas, pero quiere a sus compañeros como si fueran de la familia, especialmente al Ruso. Su hija Chus fue secuestrada en dos ocasiones, una por unos iraníes que buscan venganza y otra por su compañero y amigo Cruz. Su mujer fue una de las víctimas del asesino del sostén, el cual ahorcaba a mujeres con su propio sujetador. El asesino resultó ser Nerea, una policía enferma mental que trabajaba a su cargo.
- Natalia Millán es Lola Ruiz. *Temporadas: 2,3 (dos episodios, el último en forma de alucinación).

Compañera de Carlos y Jefa del MIP durante la segunda temporada. Aunque al principio le cuesta llevarse bien con su compañero Carlos, Lola termina teniendo un romance con él. Es asesinada por Álex en el primer capítulo de la tercera temporada con un coche bomba dirigido a Carlos. Empezó el romance con Carlos cuando este pilló al marido de Lola en una ducha durante una intervención.
- Pedro Casablanc es Manuel Klimov "Ruso". Temporadas: 1,2,3,4,5,6.

Mano derecha de Ferrer, frío, calculador y con mucho instinto. Tiene un problema con el juego que en ocasiones casi le cuesta la vida. Tiene un hermano, pero muy poco contacto con él. Mantuvo una relación con Bibi (Juana Acosta), una prostituta que murió asesinada.
- Toni Sevilla es Mateo Luna. Temporadas: 1,2,3,4,5,6.

Es el mejor amigo de Carlos y compañero de Rafa, que estuvo saliendo una de sus hijas, Inma. Tiene problemas de dinero, que se incrementan cuando le estafan al pagar cinco millones de pesetas por la entrada de un piso a una inmobiliaria fantasma.  Está casado y cita constantemente a su mujer, La Mari, que nunca llegó a aparecer en la serie. Patrulló con Rafa, Carmen y Eva.
- Laura Pamplona es Marina Blasco. Temporadas: 1,2,3,4,5,6.

Subinspectora de la comisaría, enamorada de Carlos, con el que tiene una relación inestable. También ha tenido relaciones sentimentales con Jaime y un médico del hospital, Gonzalo. Se infiltró en un burdel como bailarina y como peluquera en una agencia de modelos. Durante una época patrullaba sola en moto, posteriormente con Carlos. Compartió piso con Vera.
- Daniel Guzmán es Rafael "Rafa" Trujillo. Temporadas:1,2,3,4(cuatro episodios).

Un policía joven y algo inmaduro, sale con la hija de Mateo, Inma. Es el mejor amigo de Pedro, con el que compartía piso hasta su marcha de la serie. Siendo compañero de Jaime, con el que nunca se había llevado nada bien, y haciendo de escolta de una modelo sufrió un disparo por la espalda que lo dejó parapléjico. Su marcha a un centro especializado de Toledo fue la manera de hacerlo desaparecer de la serie.
- Diego Martín es Jaime Castro. Temporadas:1,2,3,4,5,6.

Oficial de policía serio y con pocos amigos, de carácter reservado, sigue las normas a rajatabla. Sale con Vera prácticamente desde el comienzo de la serie, aunque antes había estado con Marina. Engañó a Vera con su ex, Laura, aunque ella le perdonó y volvieron juntos. Es muy sensible al maltrato a las personas, debido a su traumática existencia. Patrulló con Vera, con Rafa, con Sebas y con Laura.
- Toni Acosta es Vera Muñoz. Temporadas: 1,2,3,4,5,6.

En su primera intervención y siendo compañera de Jaime mató a un ladrón en defensa propia. Pasado el tiempo va perdiendo el miedo y es una policía buena como la que más. Al acabar sus estudios de criminología ayuda a Ferrer y Ruso en investigación. Su caso más delicado fue el de la muerte de su amiga Sabina, que la llevó a infiltrarse en un sex shop e implicarse hasta el punto de llegar a participar en una película porno. En la última temporada es herida de gravedad por el asesino de policías. Finalmente sale adelante tras una delicada operación. Además, decide volver con Jaime, con el que había roto debido a la infidelidad de él con Laura.
- Lola Dueñas es Susana Ramos. Temporadas: 1,2,3,4,5.

Médico del SUR (Servicio de Urgencia y Rescate) y compañera de Pedro. Es muy profesional en su trabajo y muy alocada en su vida real, necesitando siempre el cariño de su gente. Es hermana de Lucía y estuvo enamorada de Carlos. En la quinta temporada deja la comisaría porque se ha enamorado de Pedro, con el que tuvo una relación de constantes idas y venidas sin llegar a nada serio, y busca otro destino.
- Andrés Lima es Pedro Bustillo. Temporadas: 1,2,3,4,5,6.

Amigo y compañero de piso de Rafa y compañero de Susana, este enfermero rechoncho y buenazo siempre ha tenido problemas sentimentales. Está enamorado de Susana, aunque ha tenido relaciones amorosas frustradas, como la que tuvo con Nerea o con Mamen, a la que dejó en el mismo convite de su boda al confesarle Susana que aún estaba enamorada de él.
- Paco Luque es Sebastián "Sebas" Buendía. Temporadas: 1,2(regular),3,4,5,6.

Policía buenazo y saleroso, de Córdoba, ha estado varios años a cargo de los calabozos. Parece ser que fue relegado a este cargo por algo que hizo en su anterior trabajo de guardaespaldas, algo que en ocasiones da lugar a las bromas y especulaciones de sus compañeros y  (¿Se acostó con Lady Di?). Tiene un primo que siendo civil le ayuda en su trabajo en ocasiones, aunque por casualidad, ya que es un perturbado que se cree policía. Está divorciado y tuvo algún que otro ligue durante la serie que no llegó a más. Empezó a patrullar en la tercera temporada con Marina, en la cuarta temporada lo hizo con Jaime y en las dos últimas, con Toño. Recibió la medalla al mérito policial con distintivo rojo tras rescatar a una persona de un incendio.
- Roberto Mori es Antonio "Toño" Valdelomar. Temporadas: 1,2(regular),3,4,5,6.

Inspector de guardia, no sale de comisaría hasta las dos últimas temporadas, excepto cuando se infiltra en la empresa Meganet. Famoso por los poemas que lee en los briefing, los cuales dan título a los capítulos de la serie. Está enamorado de Vera, con la que va a clases de teatro, pero nunca llega a entrometerse en la relación entre ella y Jaime.
- Ana Marzoa es Carmen Ruiz. Temporadas: 4,5.

Policía veterana conocida y buena amiga de Mateo, con el que patrulla y comparte sus problemas. Vuelve al trabajo tras haber estado dedicada a sus hijos, uno de ellos enfermo del corazón. Su matrimonio vive una fuerte crisis cuando su marido pierde su trabajo y cae en una depresión.
Finalmente vuelve a dejar la policía para volver a dedicarse a sus hijos ya que su marido encuentra un nuevo trabajo.
- Melani Olivares es Laura Galarza. Temporadas: 5,6.

Compañera de Jaime y exnovia de este cuando estaban en la academia. Vive con Pedro cuando Rafa deja el piso, y mantiene una relación esporádica con Jorge. Es una mujer muy liberal y sincera, dice siempre lo que piensa con mucha claridad. Se acostó con Jaime, con el que patrullaba, a pesar de que él estaba con Vera.
- Sonia Castelo es Eva Berlanga. Temporadas: 6.

Compañera de Mateo en la última temporada, tiene un escarceo con Carlos, por el que se siente atraída desde el principio. Es secuestrada por un demente que colecciona cosas que le traen recuerdos felices, y a ella la tiene como otro recuerdo más.
- Rodolfo Sancho es Jorge Vega. Temporadas: 6.

Mujeriego y algo déspota con su subordinado Pedro, sustituye en la dirección del SUR a Susana. Es atropellado por un loco que quiere "ayudar" a Pedro. Es poco disciplinado y algo caradura, algo que al principio desespera a Pedro y le hace echar aún más en falta a Susana.
- Nathalie Poza es Nerea Yanci. Temporadas: 1(1 capítulo),2.

Tuvo un romance con Pedro que no cuajó, ya que se suicidó al saltar de un rascacielos al darse cuenta de que en su demencia había sido ella la asesina múltiple del sostén.
- Héctor Colomé es Julio Cruz. Temporadas: 4.

Inspector e íntimo amigo de Ferrer, al final de la temporada se descubre que es corrupto y muere tras secuestrar a Chus.

## Personajes secundarios recurrentes
- Karmele Aranburu es Marga. Es la enfermera del hospital adónde el equipo del SUR lleva a los pacientes. Se caracteriza por su carácter seco y borde, tanto con los policías como con los propios pacientes. En la última temporada mantiene encuentros sexuales con Pedro.

- Lucía Quintana es Inmaculada "Inma" Luna. Hija de Mateo. Es estudiante de Derecho al principio de la serie, posteriormente acaba la carrera y ejerce como abogada. Empieza con mal pie su relación con Rafa, ya que Mateo les pilla en su cama, pero acaba aceptándolo. Vuelven después de dejarlo un tiempo por una infidelidad de Rafa y, aunque ella le acompaña a Toledo tras quedarse parapléjico, la relación se resiente e Inma regresa a Madrid.

- Esther Toledano es Chus Ferrer. Hija de Ferrer. Se vio implicada en dos secuestros debido a la profesión de su padre, algo que le reprochaba. También tuvo problemas con él porque no aceptaba a Marek un novio que tuvo el cual estaba obsesionado con ella y llegó a maltratarla, resultando finalmente muerto en la cuarta temporada.

- Gloria Muñoz es Mercedes. Madre de un drogadicto que, ya recuperado, volvió a caer al utilizarlo Ferrer como gancho de un caso para detener a unos camellos que le obligaron a drogarse de nuevo. Viendo lo mal que estaba su hijo, Mercedes le compró droga pura que le provocó la muerte, con lo que fue a la cárcel. Ferrer, sintiéndose culpable, intentó acercarse a ella cuando estaba en prisión e incluso le prestó dinero aunque ella era reacia. Se sentían atraídos, pero ella nunca dejó de verlo como la persona que mató a su hijo y se marchó a otra ciudad a empezar una nueva vida.

- Alicia Yagüe es Mamen. Fue la novia formal de Pedro durante bastante tiempo, despertando los celos de Susana. Incluso llegaron a casarse, aunque Pedro la dejó en el convite de la boda.

- Chema Adeva es Antonio. Es el marido de Carmen, con la que tiene dos hijos. Oculta a Carmen que pierde su empleo, se refugia en el alcohol e incluso llega a estafar, por lo que su mujer le detiene, aunque sale absuelto. Todo esto provoca una crisis en la pareja, aunque la superan y siguen juntos.

- Aitor Mazo es Álex. Delincuente que se obsesionó con Carlos por haberle visto la cara durante un atraco, aunque en esa ocasión consiguió escapar. Le hizo la vida imposible, llegando a matar a Lola y provocando un accidente en el que Marina perdió al niño que esperaba. Finalmente, Carlos lo mató.

- Juana Acosta es Bibiana "Bibi" Alonso. Prostituta de la que se enamora Ruso. Ella también le quiere, pero está casada y tiene un niño, por lo que Ruso la rechaza, la ayuda a dejar la prostitución y le consigue billetes para que su familia se reúna con Bibi en España. Dejan de verse y poco después su marido denuncia su desaparición. Había seguido prostituyéndose ocasionalmente y fue asesinada.

- Luisa Gavasa es Carmen. Es la mujer de Ferrer y madre de su hija Chus. Fue asesinada por Nerea.

- Ana Wagener es Patricia, la ex de Carlos. Mantienen buena relación y él le ayuda cuando descubre que se prostituye y cuando su nuevo marido, empresario, es secuestrado.

- Juan Messeguer y José Luis Patiño son los dos comisarios que hubo durante la serie.

## Equipo técnico
- Directores: Guillermo Fernández Groizard, César Rodríguez Blanco, Sandra Gallego, Paloma Martín-Mateos, Salvador Calvo, Jesús del Cerro, Manuel Valdivia.
- Guionistas: Nacho Cabana, Manuel Valdivia, Juan María Ruiz Córdoba, Chus Vallejo, Gema Muñoz, Beatriz G. Cruz, Yolanda Sáez, Verónica Viñé, Francisco Mármol, Manolo Santar.
- Música: Daniel Sánchez de la Hera,

## Capítulos

### Primera temporada (enero-abril de 2000)
Personajes principales;	Ana Fernández (Lucía), Adolfo Fernández (Carlos), Daniel Guzmán (Rafa), Toni Sevilla (Mateo), Laura Pamplona (Marina), Diego Martín (Jaime), Lola Dueñas (Susana), Andrés Lima (Pedro), Toni Acosta (Vera), Pedro Casablanc (Ruso), José María Pou (Ferrer)
Personajes secundarios; Juan Meseguer (Comisario Clavijo), Esther Toledano (Chus)
Personajes Episódicos; Fernando Huesca (Gonzalo), Enrique Arce
- 01. La estela que en ti dejó el futuro. 11 de enero de 2000 - 3.943.000 espectadores
- 02. Los errores de los otros. 18 de enero de 2000 - 3.970.000 espectadores
- 03. Una palabra hacia la que tú ardes. 25 de enero de 2000 -
- 04. Un perro ladra en la tormenta. 2 de febrero de 2000 - 3.334.000 espectadores
- 05. El fantasma del beso delincuente. 8 de febrero de 2000 - 3.408.000 espectadores
- 06. Hornos de fuego abierto. 15 de febrero de 2000 - 3.013.000 espectadores
- 07. Llorar ante el muro ciego. 22 de febrero de 2000 - 3.381.000 espectadores
- 08. Junto a mí, sin cesar, se agita el demonio. 1 de marzo de 2000 - 3.880.000 espectadores
- 09. Despierta, calla, escucha. 7 de marzo de 2000 - 3.440.000 espectadores
- 10. Te forjé como un arma. 14 de marzo de 2000 - 2.949.000 espectadores
- 11. Acechas amantes. 21 de marzo de 2000 - 2.925.000 espectadores
- 12. Los desiertos del mundo al extenderse. 28 de marzo de 2000 - 3.530.000 espectadores
- 13. Carmín de vida renovada. 11 de abril de 2000 - 3.657.000 espectadores

### Segunda temporada (septiembre-diciembre de 2000)
Personajes principales;	Adolfo Fernández (Carlos), Natalia Millán (Lola), Daniel Guzmán (Rafa), Toni Sevilla (Mateo), Nathalie Poza (Nerea), Diego Martín (Jaime), Laura Pamplona (Marina), Lola Dueñas (Susana), Andrés Lima (Pedro), Toni Acosta (Vera), Pedro Casablanc (Ruso), José María Pou (Ferrer)
- 14. Vivir se ha puesto al rojo vivo.
- 15. Perfume que sobre mi carne ha quedado.
- 16. Velocidad de fuga entre sus fauces.
- 17. Caerá la espada sin filo.
- 18. Corro por los sueños sin falda.
- 19. Algo fieramente puro.
- 20. Astro negro.
- 21. Era mi dolor tan alto.
- 22. La voz que aún no ha sonado.
- 23. Sus labios rojos ennegrecidos a besos.
- 24. Hombres sin lágrimas.
- 25. A través de la noche urbana.
- 26. La memoria desfallecida.
- 27. Laberinto de la máxima destrucción.

### Tercera temporada (abril-julio de 2001)
Personajes principales; Adolfo Fernández (Carlos), Natalia Millán (Lola) sólo 3x01, Daniel Guzmán (Rafa), Toni Acosta (Vera),Toni Sevilla (Mateo), Diego Martín (Jaime), Lola Dueñas (Susana), Andrés Lima (Pedro), Pedro Casablanc (Ruso), Laura Pamplona (Marina), Roberto Mori (Toño) desde 3x02, Paco Luque (Sebas), José María Pou (Ferrer)
- 28. Ayer te besé en los labios.
- 29. El espanto seguro de estar mañana muerto.
- 30. El cielo es un lugar donde nunca pasa nada.
- 31. A ti te hiere aquel que quiso hacerme daño.
- 32. El dolor y su manto.
- 33. Íntimo país lleno de monstruos.
- 34. Ojos que vi tan llenos de dolor.
- 35. Sentir que yo era tu.
- 36. En la galaxia virtual de las cabinas porno.
- 37. Todo ha llegado demasiado tarde.
- 38. Tan cerca de los brazos maniatados.
- 39. Luchando cuerpo a cuerpo con la muerte.
- 40. Lo más hondo de mi cueva umbría.
- 41. El horror como eje de la trama.

### Cuarta temporada (septiembre-diciembre de 2001)
Personajes principales; Adolfo Fernández (Carlos), Daniel Guzmán (Rafa), Toni Sevilla (Mateo), Pedro Casablanc (Ruso), Toni Acosta (Vera), Andrés Lima (Pedro), Lola Dueñas (Susana), Diego Martín (Jaime), Paco Luque (Sebas), Roberto Mori (Toño), Laura Pamplona (Marina), Héctor Colomé (Julio), José María Pou (Ferrer)
- 42. La sangre aulla.
- 43. Tiempo presente y tiempo pasado.
- 44. Bajo la terrible tiniebla de la luz solar.
- 45. Los últimos versos que yo escribo.
- 46. Por quése pudre lentamente mi alma.
- 47. He nacido para el luto y el dolor.
- 48. Azul índigo.
- 49. Más fácil convenceríais a la que amáis.
- 50. Las noches pálidas.
- 51. Todo resuelto.
- 52. En este corazón donde hace frío.
- 53. Bésame, muérdeme, incendiame.
- 54. Mis ojos son los ojos de un perdedor.
- 55. Desgarradora interrogación.
- 56. Sonrieme una vez más antes de que me olvide de ti.

### Quinta temporada (enero-mayo de 2002)
Personajes principales; Adolfo Fernández (Carlos), Toni Sevilla (Mateo), Ana Marzoa (Carmen), Pedro Casablanc (Ruso), Toni Acosta (Vera), Andrés Lima (Pedro), Lola Dueñas (Susana), Diego Martín (Jaime), Melani Olivares (Laura), Paco Luque (Sebas), Roberto Mori (Toño), Laura Pamplona (Marina), José María Pou (Ferrer)
- 57. Vivimos sin saber si el aire es nuestro.
- 58. Algún día tendré sueño por la tarde.
- 59. Mientras trago saliva.
- 60. Levántate, vamos.
- 61. Las angustias se desvanecen.
- 62. Amo a este hombre misógino.
- 63. Los muertos tienen paz.
- 64. Nada excepto la bruma.
- 65. Los pasos de Judas en nuestras habitaciones.
- 66. El límite del amor que puedo inspirar.
- 67. Que hermosa tu, libre y en pie.
- 68. De nuevo en el camino, el temor se confirma.
- 69. Yo muero, tú vives.

### Sexta temporada (septiembre de 2002-enero de 2003)
Personajes principales; Adolfo Fernández (Carlos), Toni Sevilla (Mateo), Pedro Casablanc (Ruso), Toni Acosta (Vera), Andrés Lima (Pedro), Rodolfo Sancho (Jorge), Melani Olivares (Laura),  Diego Martín (Jaime), Sonia Castelo (Eva), Paco Luque (Sebas), Roberto Mori (Toño), Laura Pamplona (Marina), José María Pou (Ferrer)
- 70. Asesinatos dulces como nieve.
- 71. Copular con la luz de las sombras me embaraza.
- 72. El horizonte no tiene nada que ver con el futuro.
- 73. Mi piel está hecha de estrellas.
- 74. Por el caos febril de la modorra.
- 75. Mi voluntad puede matarme.
- 76. Nadie ha consumado mi homicidio.
- 77. Trabajos de día, de noche dolor.
- 78. Mi marchito y estéril corazón.
- 79. Por una oscura cañada.
- 80. No siento, no sufro, otros lo hacen por mí.
- 81. De un corazón llegué a un abismo.
- 82. Odio y amo.
- 83. Nunca más escribiré vuestros nombres.